# Parigi-Roubaix 2010
La Parigi-Roubaix 2010, centoottesima edizione della corsa e valevole come nona prova del Calendario mondiale UCI 2010 si svolse l'11 aprile 2010 lungo un percorso di 259 km, da Compiègne a Roubaix (Francia), comprendente 27 tratti di pavé, e venne vinta dallo svizzero Fabian Cancellara in 6h35'10", decimo corridore nella storia a vincere nella stessa settimana Giro delle Fiandre e la Parigi-Roubaix.

## Percorso
Lungo 259 km, prevede la partenza a Compiègne e l'arrivo a Roubaix. Lungo il percorso, interamente pianeggiante, si incontrano 53 km in pavé suddivisi in 27 settori, così composti:
| Settore Numero | Nome                                | Chilometro | Lunghezza (m) | Categoria         |
| -------------- | ----------------------------------- | ---------- | ------------- | ----------------- |
| 27             | Troisvilles > Inchy                 | 97,5       | 2200          | * · * · *         |
| 26             | Viesly > Quiévy                     | 104        | 1800          | * · * · *         |
| 25             | Quievy à Saint Python               | 106,5      | 3700          | * · * · * · *     |
| 24             | Saint-Python                        | 111.5      | 1500          | * · *             |
| 23             | Vertain > Saint-Martin-sur-Écaillon | 119        | 2300          | * · * · *         |
| 22             | Capelle-sur-Ecaillon > Le Buat      | 126        | 1700          | * · * · *         |
| 21             | Verchain-Maugré > Quérénaing        | 138        | 1600          | * · * · *         |
| 20             | Quérénaing > Maing                  | 141        | 2500          | * · * · *         |
| 19             | Maing > Monchaux-sur-Écaillon       | 144        | 1600          | * · * · *         |
| 18             | Haveluy                             | 155,5      | 2500          | * · * · * · *     |
| 17             | Foresta di Arenberg                 | 164        | 2400          | * · * · * · * · * |
| 16             | Hornaing > Wandignies-Hamage        | 176        | 3700          | * · * · *         |
| 15             | Warlaing > Brillon                  | 183,5      | 2400          | * · * · *         |
| 14             | Tilloy > Sars                       | 187        | 2400          | * · * · *         |
| 13             | Beuvry-la-Forêt > Orchies           | 193,5      | 1400          | * · * · *         |
| 12             | Orchies                             | 198,5      | 1700          | * · * · *         |
| 11             | Auchy-lez-Orchies > Bersée          | 204,5      | 2600          | * · *             |
| 10             | Mons-en-Pévèle                      | 210        | 3000          | * · * · * · * · * |
| 9              | Mérignies > Pont-à-Marcq            | 216        | 700           | * · *             |
| 8              | Pont Thibaut > Ennevelin            | 219,5      | 1400          | * · * · *         |
| 7              | Templeuve L'Épinette                | 225        | 200           | *                 |
| 7              | Templeuve Le Moulin de Vertain      | 225,5      | 500           | * · *             |
| 6              | Cysoing à Bourghelles               | 232        | 1300          | * · * · * · *     |
| 6              | Bourghelles à Wannehain             | 234,5      | 1100          | * · * · * · *     |
| 5              | Camphin-en-Pévèle                   | 239        | 1800          | * · * · * · *     |
| 4              | Le Carrefour de l'Arbre             | 241,5      | 2100          | * · * · * · * · * |
| 3              | Gruson                              | 244        | 1100          | * · *             |
| 2              | Willems à Hem                       | 250,5      | 1400          | *                 |
| 1              | Roubaix                             | 257,5      | 300           | *                 |

## Squadre e corridori partecipanti

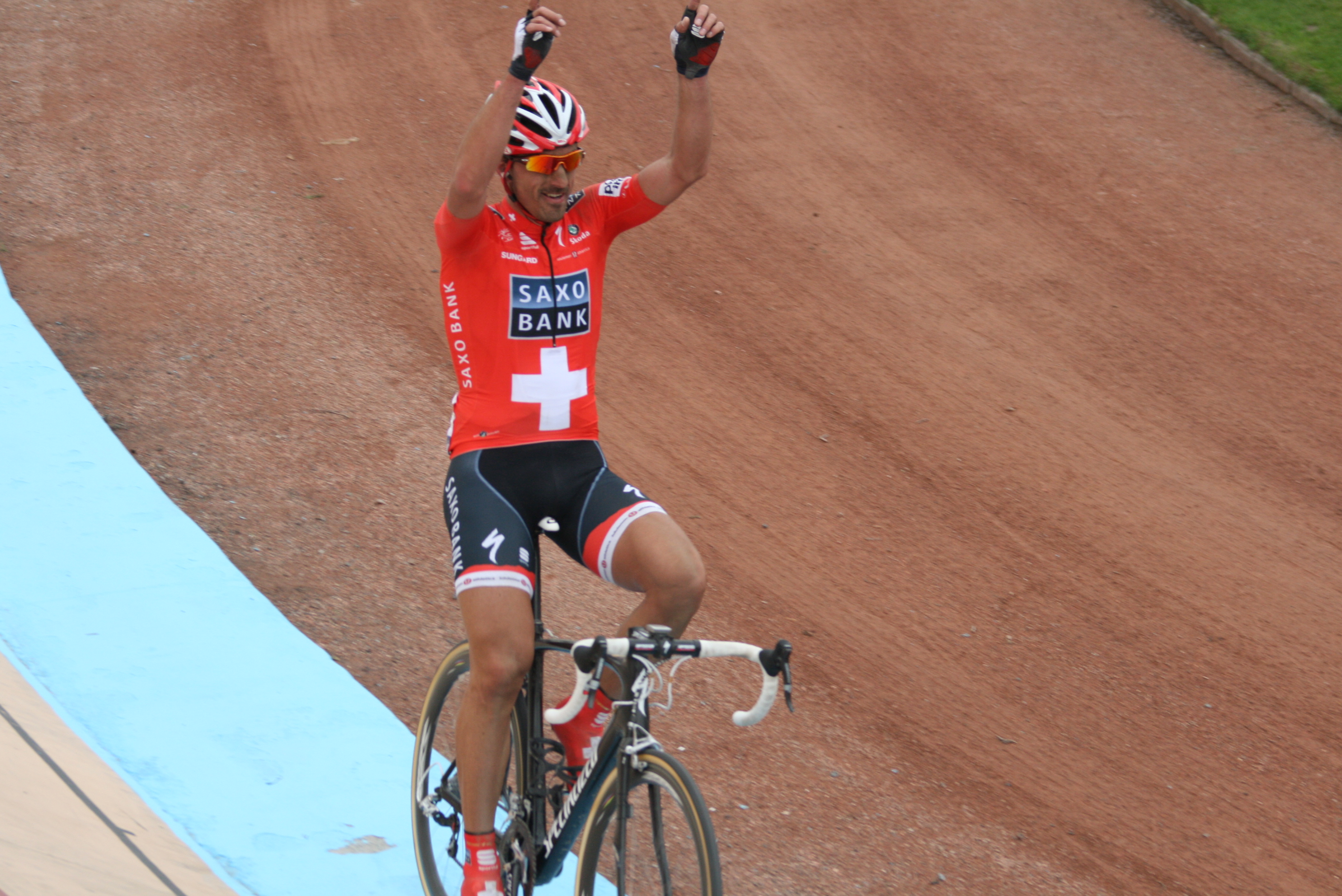
Fabian Cancellara all'arrivo nel velodromo André Pétrieux

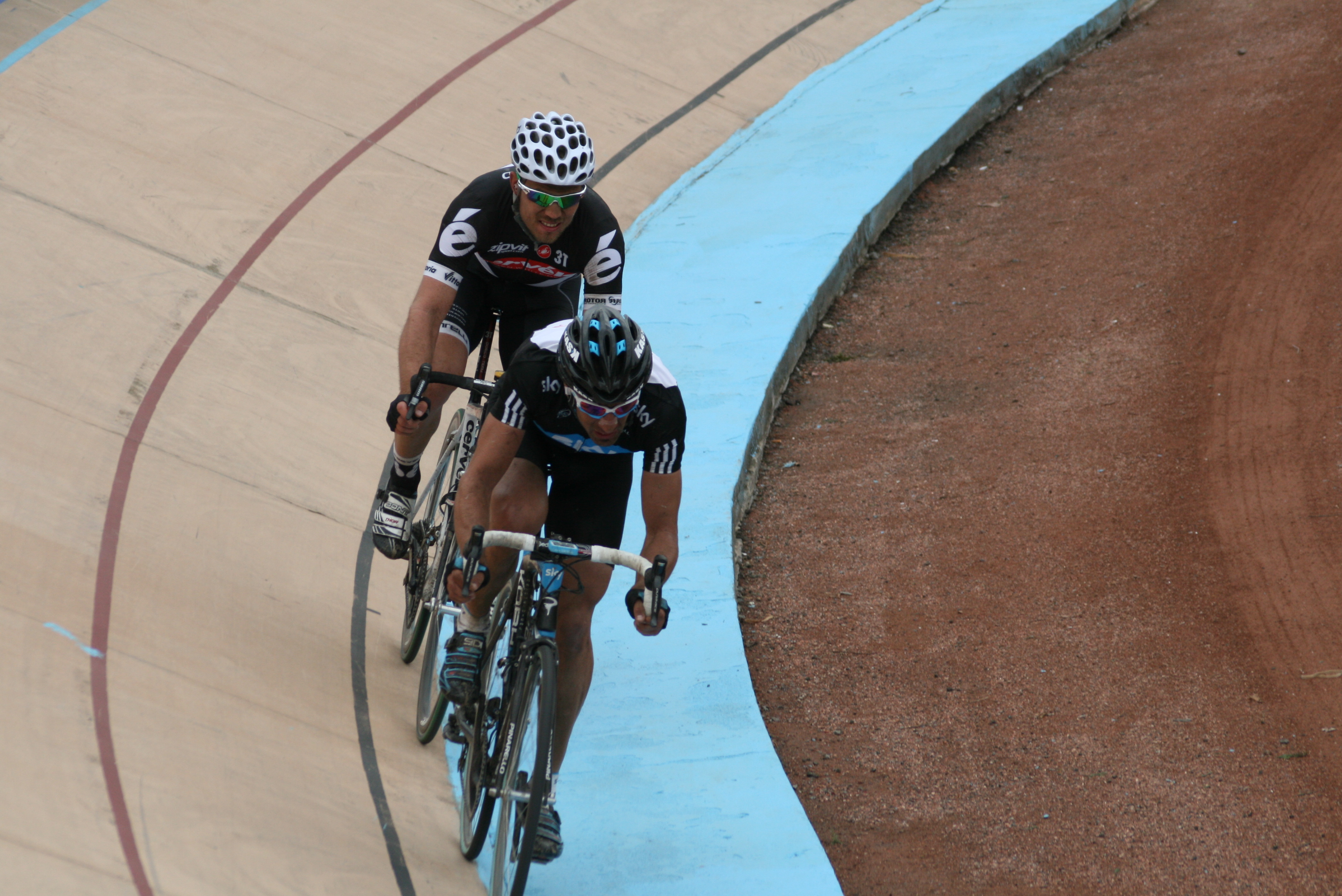
Thor Hushovd e Juan Antonio Flecha all'arrivo

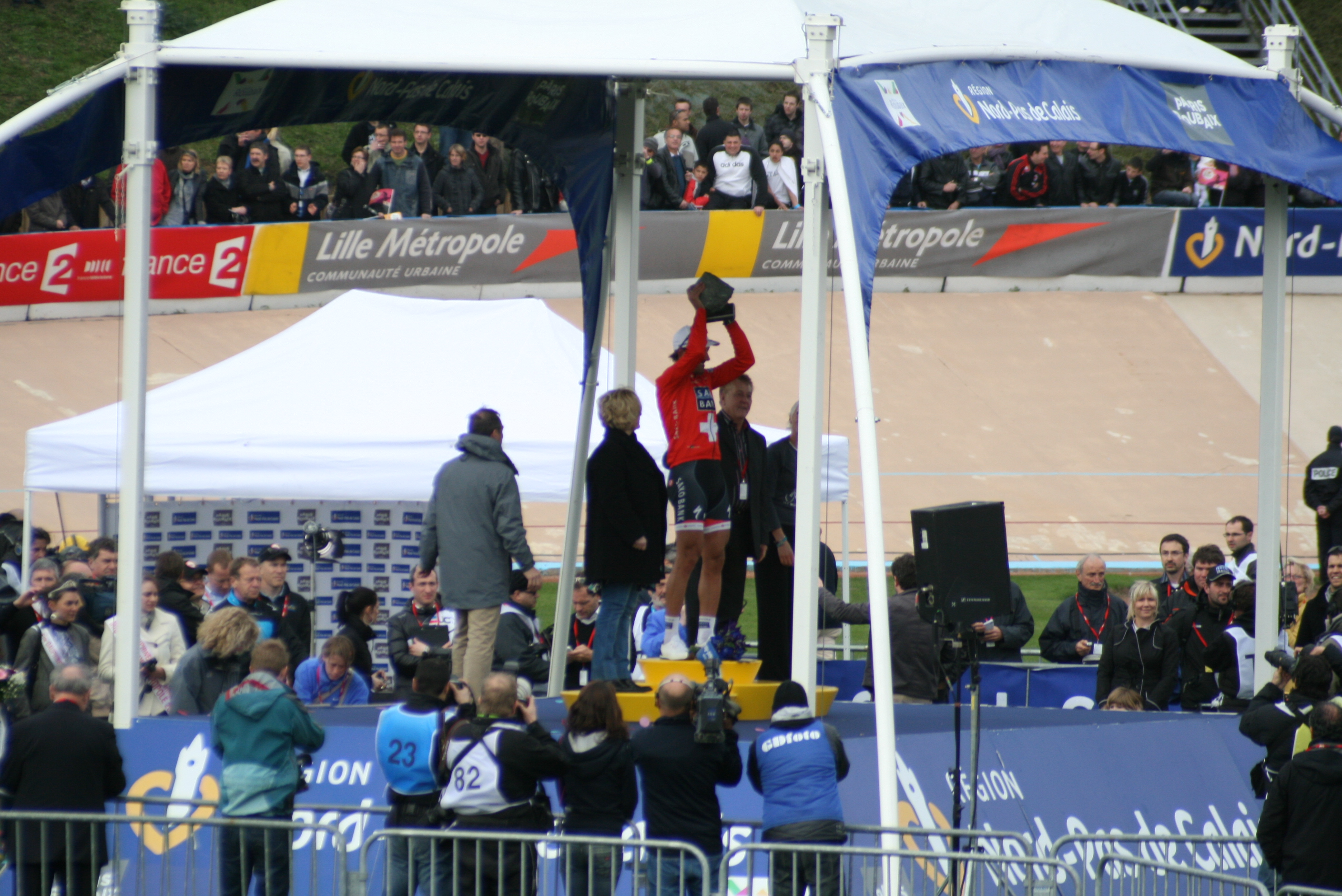
Fabian Cancellara sul podio

| N.      | Cod. | Squadra               |
| ------- | ---- | --------------------- |
| 1-8     | QST  | Quick Step            |
| 11-18   | KAT  | Team Katusha          |
| 21-28   | CTT  | Cervélo TestTeam      |
| 31-38   | OLO  | Omega Pharma-Lotto    |
| 41-48   | SKY  | Team Sky              |
| 51-58   | SAX  | Team Saxo Bank        |
| 61-68   | LIQ  | Liquigas-Doimo        |
| 71-78   | FDJ  | Française des Jeux    |
| 81-88   | MRM  | Team Milram           |
| 91-98   | THR  | Team HTC-Columbia     |
| 101-108 | RAB  | Rabobank              |
| 111-118 | LAM  | Lampre-Farnese Vini   |
| 121-128 | BTL  | Bbox Bouygues Telecom |

| N.      | Cod. | Squadra                      |
| ------- | ---- | ---------------------------- |
| 131-138 | COF  | Cofidis                      |
| 141-148 | GCE  | Caisse d'Epargne             |
| 151-158 | VAC  | Vacansoleil Pro Cycling Team |
| 161-168 | SKS  | Skil-Shimano                 |
| 171-178 | GRM  | Garmin-Transitions           |
| 181-188 | ALM  | AG2R La Mondiale             |
| 191-198 | EUS  | Euskaltel-Euskadi            |
| 201-208 | RSH  | Team RadioShack              |
| 211-218 | BMC  | BMC Racing Team              |
| 221-228 | SAU  | Saur-Sojasun                 |
| 231-238 | ASA  | Acqua & Sapone               |
| 241-248 | AND  | Androni Giocattoli           |

## Resoconto degli eventi
La corsa fu subito animata da una lunga fuga, composta da 19 uomini, partita dopo pochi chilometri ed arrivata a guadagnare un vantaggio massimo 4 minuti e 5 secondi dopo 111 km. Diverse cadute rallentarono il gruppo, tirato dalla Saxo Bank, e i fuggitivi furono ripresi al km 192.
Ricompattato il gruppo vi furono diversi tentativi di attacchi, tutti senza fortuna, e quando Sébastien Hinault (AG2R La Mondiale), Leif Hoste (Omega Pharma-Lotto) e Björn Leukemans (Vacansoleil) riuscirono a guadagnare una cinquantina di metri fu Fabian Cancellara (Team Saxo Bank) ad attaccare senza che alcun avversario fosse in grado di rispondere. Il suo vantaggio crebbe regolarmente su un gruppo di inseguitori composto da Tom Boonen (Quick Step), Filippo Pozzato (Katusha), Thor Hushovd, Roger Hammond (Cervélo), Leif Hoste (Omega Pharma-Lotto), Juan Antonio Flecha (Sky), Hinault e Leukemans, fino ad attestarsi ad un massimo di 3'05" a 33 km dall'arrivo. Tra questi, solo Hushovd e Flecha si lanciarono all'inseguimento dello svizzero scattando nel Carrefour de l'Arbre, senza tuttavia riuscire ad impensierire Cancellara che si impose a Roubaix, terminando con 2 minuti di vantaggio sui primi inseguitori. Cancellara riportò quindi la seconda vittoria alla Roubaix, dopo quella del 2006, diventando il tredicesimo corridore ad aggiudicarsi la vittoria de l'Enfer du Nord per almeno due volte e il decimo a riuscire a vincere Fiandre e Roubaix nello stesso anno.

## Ordine d'arrivo (Top 10)
| Pos. | Corridore           | Squadra      | Tempo    |
| ---- | ------------------- | ------------ | -------- |
| 1    | Fabian Cancellara   | Saxo Bank    | 6h35'10" |
| 2    | Thor Hushovd        | Cervélo      | a 2'00"  |
| 3    | Juan Antonio Flecha | Sky          | s.t.     |
| 4    | Roger Hammond       | Cervélo      | a 3'14"  |
| 5    | Tom Boonen          | Quick Step   | s.t.     |
| 6    | Björn Leukemans     | Vacansoleil  | a 3'20"  |
| 7    | Filippo Pozzato     | Katusha      | a 3'46"  |
| 8    | Leif Hoste          | Omega Pharma | a 5'16"  |
| 9    | Sébastien Hinault   | AG2R La Mon. | a 6'27"  |
| 10   | Hayden Roulston     | HTC-Columbia | a 6'59"  |

## Punteggi UCI
| Pos. | Corridore           | Squadra      | Punti |
| ---- | ------------------- | ------------ | ----- |
| 1    | Fabian Cancellara   | Saxo Bank    | 100   |
| 2    | Thor Hushovd        | Cervélo      | 80    |
| 3    | Juan Antonio Flecha | Sky          | 70    |
| 4    | Roger Hammond       | Cervélo      | 60    |
| 5    | Tom Boonen          | Quick Step   | 50    |
| 6    | Björn Leukemans     | Vacansoleil  | 40    |
| 7    | Filippo Pozzato     | Katusha      | 30    |
| 8    | Leif Hoste          | Omega Pharma | 20    |
| 9    | Sébastien Hinault   | AG2R La Mon. | 10    |
| 10   | Hayden Roulston     | HTC-Columbia | 4     |

| Pos. | Squadra                      | Punti |
| ---- | ---------------------------- | ----- |
| 1    | Cervélo TestTeam             | 140   |
| 2    | Team Saxo Bank               | 100   |
| 3    | Team Sky                     | 70    |
| 4    | Quick Step                   | 50    |
| 5    | Vacansoleil Pro Cycling Team | 40    |
| 6    | Team Katusha                 | 30    |
| 7    | Omega Pharma-Lotto           | 20    |
| 8    | AG2R La Mondiale             | 10    |
| 9    | Team HTC-Columbia            | 4     |

| Pos. | Squadra       | Punti |
| ---- | ------------- | ----- |
| 1    | Belgio        | 110   |
| 2    | Svizzera      | 100   |
| 3    | Norvegia      | 80    |
| 4    | Spagna        | 70    |
| 5    | Regno Unito   | 60    |
| 6    | Italia        | 30    |
| 7    | Francia       | 10    |
| 8    | Nuova Zelanda | 4     |